# Regierung Poul Nyrup Rasmussen IV
Nach dem Wahlsieg der Sozialdemokraten am 11. März 1998 konnte Ministerpräsident Poul Nyrup Rasmussen die Koalition mit Det Radikale Venstre weiterführen. Das Kabinett Poul Nyrup Rasmussen IV arbeitete vom 23. März 1998 bis zum 27. November 2001.
| Ressort                                                                            | Name                    | Amtswechsel                            | Partei               |
| ---------------------------------------------------------------------------------- | ----------------------- | -------------------------------------- | -------------------- |
| Ministerpräsident                                                                  | Poul Nyrup Rasmussen    |                                        | Socialdemokraterne   |
| Äußeres                                                                            | Niels Helveg Petersen   | bis 21. Dezember 2000                  | Det Radikale Venstre |
| Äußeres                                                                            | Mogens Lykketoft        | ab 21. Dezember 2000                   | Socialdemokraterne   |
| Finanzen                                                                           | Mogens Lykketoft        | bis 21. Dezember 2000                  | Socialdemokraterne   |
| Finanzen                                                                           | Pia Gjellerup           | ab 21. Dezember 2000                   | Socialdemokraterne   |
| Inneres                                                                            | Thorkild Simonsen       | bis 23. Februar 2000                   | Socialdemokraterne   |
| Inneres                                                                            | Karen Jespersen         | ab 23. Februar 2000                    | Socialdemokraterne   |
| Justiz                                                                             | Frank Jensen            |                                        | Socialdemokraterne   |
| Wirtschaft                                                                         | Marianne Jelved         |                                        | Det Radikale Venstre |
| Nordische Zusammenarbeit                                                           | Marianne Jelved         |                                        | Det Radikale Venstre |
| Umwelt und Energie                                                                 | Svend Auken             |                                        | Socialdemokraterne   |
| Forschung ab 21. Dezember 2000: Minister für Informationstechnologie und Forschung | Jan Trøjborg            | bis 10. Juli 1999                      | Socialdemokraterne   |
| Forschung ab 21. Dezember 2000: Minister für Informationstechnologie und Forschung | Birte Weiss             | ab 10. Juli 1999                       | Socialdemokraterne   |
| Bildung                                                                            | Margrethe Vestager      |                                        | Det Radikale Venstre |
| kirchliche Angelegenheiten                                                         | Margrethe Vestager      | bis 21. Dezember 2000                  | Det Radikale Venstre |
| kirchliche Angelegenheiten                                                         | Johannes Lebech         | ab 21. Dezember 2000                   | Det Radikale Venstre |
| Verteidigung                                                                       | Hans Hækkerup           | bis 21. Dezember 2000                  | Socialdemokraterne   |
| Verteidigung                                                                       | Jan Trøjborg            | ab 21. Dezember 2000                   | Socialdemokraterne   |
| Ernährung                                                                          | Henrik Dam Kristensen   | bis 23. Februar 2000                   | Socialdemokraterne   |
| Ernährung                                                                          | Ritt Bjerregaard        | ab 23. Februar 2000                    | Socialdemokraterne   |
| Soziales                                                                           | Karen Jespersen         | bis 23. Februar 2000                   | Socialdemokraterne   |
| Soziales                                                                           | Henrik Dam Kristensen   | ab 23. Februar 2000                    | Socialdemokraterne   |
| Handel und Industrie                                                               | Pia Gjellerup           | bis 21. Dezember 2000                  | Socialdemokraterne   |
| Handel und Industrie                                                               | Ole Stavad              | ab 21. Dezember 2000                   | Socialdemokraterne   |
| Kultur                                                                             | Elsebeth Gerner Nielsen |                                        | Det Radikale Venstre |
| Arbeit                                                                             | Ove Hygum               |                                        | Socialdemokraterne   |
| Verkehr                                                                            | Sonja Mikkelsen         | bis 23. Februar 2000                   | Socialdemokraterne   |
| Verkehr                                                                            | Jacob Buksti            | 23. Februar 2000 – 27. September 1999  | Socialdemokraterne   |
| Bau- und Wohnungswesen                                                             | Jytte Andersen          | bis 27. September 1999                 | Socialdemokraterne   |
| Gleichstellung                                                                     | Jytte Andersen          | 1. Juli 1999 – 27. September 1999      | Socialdemokraterne   |
| Bau- und Wohnungswesen Gleichstellung                                              | Jytte Andersen          | 27. September 1999 – 21. Dezember 2000 | Socialdemokraterne   |
| Bau- und Wohnungswesen Gleichstellung                                              | Lotte Bundsgaard        | ab 21. Dezember 2000                   | Socialdemokraterne   |
| Steuern                                                                            | Ole Stavad              | bis 21. Dezember 2000                  | Socialdemokraterne   |
| Steuern                                                                            | Frode Sørensen          | ab 21. Dezember 2000                   | Socialdemokraterne   |
| Gesundheit                                                                         | Carsten Koch            | bis 23. Februar 2000                   | Socialdemokraterne   |
| Gesundheit                                                                         | Sonja Mikkelsen         | 23. Februar 2000 – 21. Dezember 2000   | Socialdemokraterne   |
| Gesundheit                                                                         | Arne Rolighed           | ab 21. Dezember 2000                   | Socialdemokraterne   |
| Entwicklungszusammenarbeit                                                         | Poul Nielson            | bis 10. Juli 1999                      | Socialdemokraterne   |
| Entwicklungszusammenarbeit                                                         | Jan Trøjborg            | 10. Juli 1999 – 21. Dezember 2000      | Socialdemokraterne   |
| Entwicklungszusammenarbeit                                                         | Anita Bay Bundegaard    | ab 21. Dezember 2000                   | Det Radikale Venstre |